# Palmeira dos Índios (microregio)
Palmeira dos Índios is een van de dertien microregio's van de Braziliaanse deelstaat Alagoas. Zij ligt in de mesoregio Agreste Alagoano en grenst aan de deelstaat Pernambuco in het noorden, de mesoregio Leste Alagoano in het oosten en zuidoosten, de microregio Arapiraca in het zuiden en de mesoregio Sertão Alagoano in het zuidwesten en westen. De microregio heeft een oppervlakte van ca. 2371 km². Midden 2004 werd het inwoneraantal geschat op 175.325.
Elf gemeenten behoren tot deze microregio:
| - Belém - Cacimbinhas - Estrela de Alagoas - Igaci - Mar Vermelho - Maribondo | - Minador do Negrão - Palmeira dos Índios - Paulo Jacinto - Quebrangulo - Tanque d'Arca |

Mesoregio's: Agreste Alagoano · Leste Alagoano · Sertão Alagoano

Microregio's: Alagoana do Sertão do São Francisco · Arapiraca · Batalha · Litoral Norte Alagoano · Maceió · Mata Alagoana · Palmeira dos Índios · Penedo · São Miguel dos Campos · Santana do Ipanema · Serrana do Sertão Alagoano · Serrana dos Quilombos · Traipu